# Окраска и маркировка баллонов с газами
Окраска и маркировка баллонов с газами не имеет единого международного стандарта и потому для разных стран различна.

## Россия

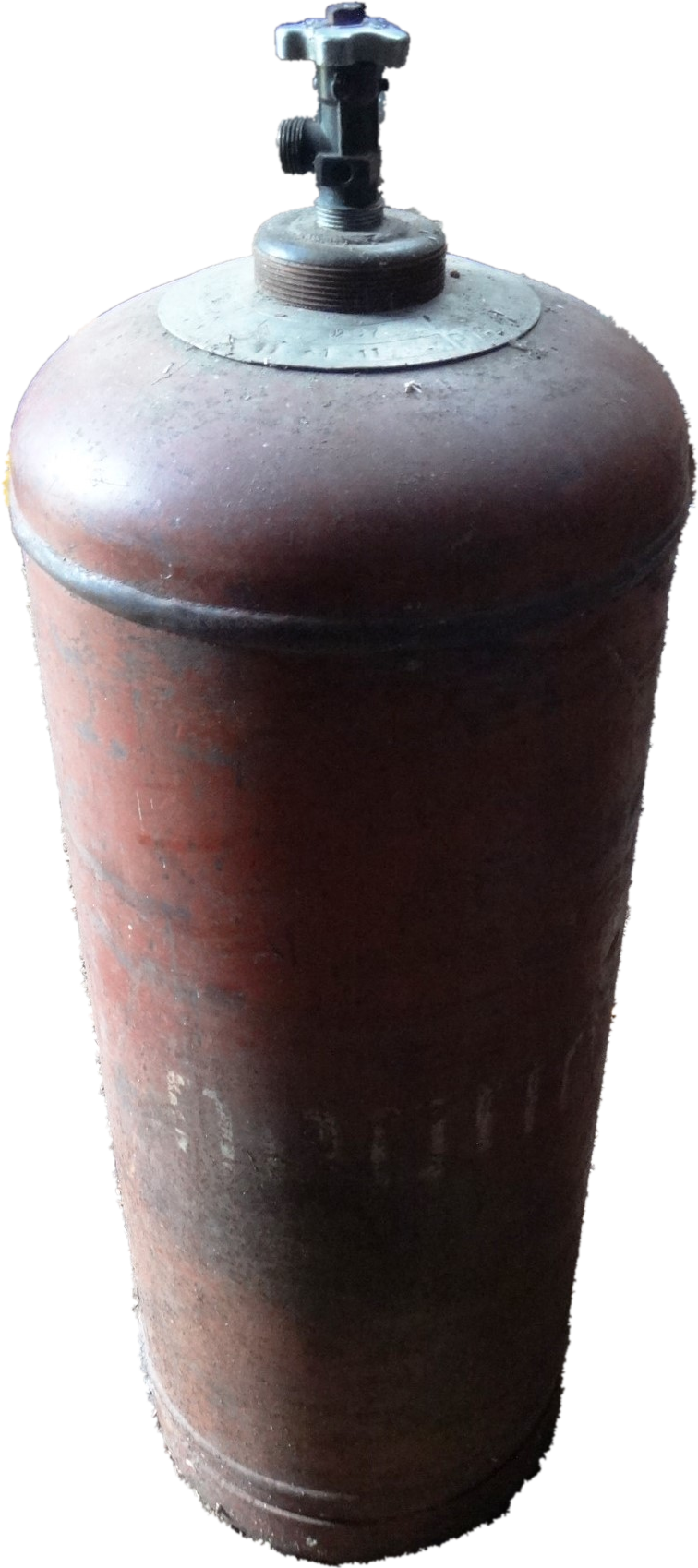
Окраска баллона с горючим газом пропаном: баллон — красный, надпись — белая

В России принята следующая схема окраски и маркировки баллонов со сжатыми газами:
| Газ                                                          | Цвет баллона  | Цвет надписи | Цвет полосы | Пример                      |
| ------------------------------------------------------------ | ------------- | ------------ | ----------- | --------------------------- |
| Азот                                                         | Чёрный        | Жёлтый       | Коричневый  | Азот                        |
| Аммиак                                                       | Жёлтый        | Чёрный       | —           | Аммиак                      |
| Аргон сырой                                                  | Чёрный        | Белый        | Белый       | Аргон сырой                 |
| Аргон технический                                            | Чёрный        | Синий        | Синий       | Аргон технический           |
| Аргон чистый                                                 | Серый         | Зелёный      | Зелёный     | Аргон чистый                |
| Ацетилен                                                     | Белый         | Красный      | —           | Ацетилен                    |
| Бутилен                                                      | Красный       | Жёлтый       | Чёрный      | Бутилен                     |
| Водород                                                      | Тёмно-зелёный | Красный      | —           | Водород                     |
| Гелий                                                        | Коричневый    | Белый        | —           | Гелий                       |
| Закись азота                                                 | Серый         | Чёрный       | —           | Закись азота                |
| Кислород                                                     | Голубой       | Чёрный       | —           | Кислород                    |
| Кислород медицинский                                         | Голубой       | Чёрный       | —           | Кислород медицинский        |
| Нефтегаз                                                     | Серый         | Красный      | —           | Нефтегаз                    |
| Сернистый ангидрид                                           | Чёрный        | Белый        | Жёлтый      | Сернистый ангидрид          |
| Сероводород                                                  | Белый         | Красный      | Красный     | Сероводород                 |
| Сжатый воздух                                                | Чёрный        | Белый        | —           | Сжатый воздух               |
| Углекислота                                                  | Чёрный        | Жёлтый       | —           | Углекислота                 |
| Фосген                                                       | Защитный      | Чёрный       | Красный     | Фосген                      |
| Фреон-11                                                     | Серебристый   | Чёрный       | Синий       | Фреон-11                    |
| Фреон-12                                                     | Серебристый   | Чёрный       | —           | Фреон-12                    |
| Фреон-13                                                     | Серебристый   | Чёрный       | Две красных | Фреон-13                    |
| Фреон-22                                                     | Серебристый   | Чёрный       | Три жёлтых  | Фреон-22                    |
| Хлор                                                         | Защитный      | Чёрный       | Зелёный     | Хлор                        |
| Циклопропан                                                  | Оранжевый     | Чёрный       | —           | Циклопропан                 |
| Этилен                                                       | Фиолетовый    | Красный      | —           | Этилен                      |
| все остальные горючие газы (Метан, Этан, Пропан, Бутан, МАФ) | Красный       | Белый        | —           | Метан Этан Пропан Бутан МАФ |
| все остальные негорючие газы (Неон, Криптон, Ксенон)         | Чёрный        | Жёлтый       | —           | Неон Криптон Ксенон         |

## США и Европа
В других странах маркировка баллонов отличается от принятой в России. В Европейском союзе окраска баллонов с газом определяется стандартом EN 1089-3.
Повсеместно, для чистого кислорода, который используется для дыхания (аквалангистами) или в медицинских целях (реанимация), используются баллоны, выкрашенные в зелёный цвет. При этом все составляющие, которые непосредственно используются с этими баллонами (редукторы, лёгочные автоматы), должны иметь части, выкрашенные в зелёный цвет, во избежание использования на кислородных баллонах частей, не предназначенных для этого.
Согласно стандарту EN 1089-3 газовые баллоны (за исключением баллонов со сжиженным газом и нефтегазом) маркируются на плече, при этом цвет маркера зависит не от содержимого баллона, а от представляющей опасности. Таким образом, для маркирования газовых баллонов применяются следующие цвета:
1. жёлтый — RAL 1018 (ядовитый и/или коррозионный газ);
2. красный — RAL 3000 (легковоспламеняющийся газ);
3. голубой — RAL 5012 (окисляющий газ);
4. светло-зелёный — RAL 6018 (удушающий инертный газ).

Однако наряду с такой маркировкой газов стандарт предусматривает и фиксированную маркировку, которая применяется к кислороду, азоту, закиси азота, гелию. Для них предусмотрены белый, чёрный, тёмно-синий и коричневый цвета соответственно. По карте RAL эти цвета имеют номера 9010, 9005, 5010 и 8008.